# Cold Blood (film)
Pour les articles homonymes, voir Blackbird et Cold Blood.
Pour plus de détails, voir Fiche technique et Distribution.
Cold Blood (Deadfall ou Blackbird) en est un film américain de Stefan Ruzowitzky, précédemment intitulé Kin et Blackbird, sorti le 2 novembre 2012.

## Synopsis
Dans le Michigan, en cavale après un casse raté, Addison et sa sœur Liza ont un accident de voiture. Alors qu’un policier vient les aider, Addison le tue. Pour rejoindre la frontière canadienne, ils décident de se séparer. Une tempête de neige se prépare.
Pendant qu'Addison continue de semer la terreur sur son passage, Liza rencontre sur son chemin, Jay, un ancien champion olympique de boxe, récemment sorti de prison après avoir été impliqué dans un match truqué. Celui-ci rend visite à ses parents pour Thanksgiving près de la frontière. Mais Jay est aussi en cavale car il pense avoir tué en sortant de prison l'instigateur du match truqué. Jay invite alors Liza au repas, ignorant que Addison les a précédés et qu'il retient les parents de Jay en otage. Les deux protagonistes vont donc se retrouver autour de la table.

## Anecdote
Zach Dean, le scénariste du film, aurait eu l'idée lors du vol JetBlue 292 le 21 septembre 2005. Juste après le décollage, les pilotes se sont rendu compte que le train avant de l'Airbus A320 avait un problème, et était tourné de 90°.
Les médias ayant été mis au courant du potentiel accident, l'information était visible mondialement à la télévision. Or, les passagers pouvaient avoir la TV dans l'avion, et voyaient donc à la télévision leur propre accident.
Aucun blessé n'a été à déplorer lors de cet accident.

## Fiche technique
- Titre original : Deadfall
- Titre français : Cold Blood
- Réalisation : Stefan Ruzowitzky
- Scénario : Zach Dean
- Photographie : Shane Hurlbut
- Montage : Arthur Tarnowski et Dan Zimmerman
- Musique : Marco Beltrami
- Production : Gary Levinsohn, Shelly Clippard
- Sociétés de production : 2929 Entertainment, Mutual Film Company
- Sociétés de distribution : StudioCanal
- Budget : 12 millions de dollars
- Pays d'origine :  États-Unis
- Langue originale : anglais
- Format : Couleur - 2,35: 1
- Genre : Thriller
- Durée : 90 minutes
- Dates de sortie :
 2 novembre 2012
 21 novembre 2012
 29 novembre 2012
 13 décembre 2012

## Distribution
- Eric Bana (V. F. : Emmanuel Gradi) : Addison
- Charlie Hunnam (V. F. : Thibaut Belfodil) : Jay, surnommé Addison par Liza
- Olivia Wilde (V. F. : Élisabeth Ventura) : Liza, surnommée Patricia par Jay
- Kate Mara (V. F. : Noémie Orphelin) : Hanna
- Sissy Spacek (V. F. : Martine Irzenski) : June
- Kris Kristofferson (V. F. : Patrick Raynal) : Chet
- Treat Williams (V. F. : Luc Bernard) : Becker
- Alain Goulem : Bobby
- Allison Graham : Mandy
- Jason Cavalier : Adjoint Travis
- Maxime Savaria : Adjoint Brice
- Warona Setshwaelo : la Paramédicale

Source : Version française (V. F.)